# Lê Huỳnh Đức
Lê Huỳnh Đức (sinh ngày 20 tháng 4 năm 1972) là một huấn luyện viên kiêm diễn viên và cựu cầu thủ bóng đá người Việt Nam. Hiện nay, ông đang dẫn dắt câu lạc bộ Công an Thành phố Hồ Chí Minh tại V.League 1.
Lê Huỳnh Đức được đánh giá là một trong những cầu thủ xuất sắc nhất lịch sử bóng đá Việt Nam. Ông đã 3 lần giành Quả bóng vàng Việt Nam vào các năm 1995, 1997, 2002 và từng là Đại sứ thiện chí của Quỹ Nhi đồng Liên Hợp Quốc (UNICEF) tại Việt Nam.
Chuyển sang công tác huấn luyện kể từ năm 2008, Huỳnh Đức đi vào lịch sử Giải bóng đá Vô địch Quốc gia Việt Nam khi trở thành huấn luyện viên trẻ nhất từng giành chức vô địch, ông đã cùng SHB Đà Nẵng nâng cúp vào năm 2009 ở tuổi 37.

## Thân thế và sự nghiệp
Lê Huỳnh Đức sinh ngày 20 tháng 4 năm 1972 tại Sài Gòn, ông là người gốc Huế. Thân phụ ông là Lê Văn Tâm, một cựu danh thủ bóng đá lừng danh tại miền Nam Việt Nam trước năm 1975.
Sự nghiệp bóng đá của Huỳnh Đức bắt đầu vào năm 1991 khi gia nhập Quân khu 7, sau đó chuyển sang Công an Thành phố Hồ Chí Minh. Ông sớm được đánh giá là một cầu thủ tài năng và trở thành tuyển thủ quốc gia Việt Nam. Ông là cầu thủ bóng đá đầu tiên của Việt Nam chơi bóng cho một câu lạc bộ nước ngoài, Lifan Trùng Khánh theo một hợp đồng cho mượn vào năm 2001.
- 1995 - Vô địch quốc gia cùng đội bóng Công an Thành phố Hồ Chí Minh[2].
- 1995 - Giành danh hiệu Quả bóng vàng Việt Nam.
- 1996 - Giành danh hiệu Vua phá lưới giải vô địch quốc gia.
- 1997 - Giành danh hiệu Quả bóng vàng Việt Nam.
- 1997 - Giành danh hiệu Vua phá lưới giải vô địch quốc gia.
- 1998 - Giành danh hiệu Quả bóng bạc Việt Nam.
- 1999 - Giành danh hiệu Quả bóng bạc Việt Nam.
- 2000 - Giành danh hiệu Quả bóng bạc Việt Nam.
- 2001 - Chơi cho Câu lạc bộ Trùng Khánh Lực Phàm (Chongqing Lifan) (Trung Quốc)
- 2002 - Giành danh hiệu Quả bóng vàng Việt Nam.
- 2006 - Gia nhập câu lạc bộ bóng đá Đà Nẵng [3]
- 2007 - Vô địch giải bóng đá thuộc Đại hội Thể dục thể thao toàn quốc lần thứ 5
- 2008 - Làm huấn luyện viên trưởng câu lạc bộ bóng đá SHB Đà Nẵng
- 2009 - Vô địch V-League 2009 - Vô địch cúp quốc gia huấn luyện viên Trưởng câu lạc bộ bóng đá SHB Đà Nẵng
- 2009 - Trợ lý Huấn luyện Viên Đội tuyển bóng đá Việt Nam - Đội tuyển U23 Việt Nam
- 2012 - Vô địch V-League 2012 huấn luyện viên Trưởng câu lạc bộ bóng đá SHB Đà Nẵng
- 2013 - Á quân V-League 2013 huấn luyện viên Trưởng câu lạc bộ bóng đá SHB Đà Nẵng
- 2016 - Hạng ba V-League 2016 huấn luyện viên Trưởng câu lạc bộ bóng đá SHB Đà Nẵng

## Phim đã tham gia
- Sút... dzô, sút... dzô !

## Thống kê sự nghiệp

### Quốc tế
| Đội tuyển quốc gia | Năm       | Trận | Bàn |
| ------------------ | --------- | ---- | --- |
| Việt Nam           | 1993      | 2    | 0   |
| Việt Nam           | 1995      | 3    | 2   |
| Việt Nam           | 1996      | 5    | 7   |
| Việt Nam           | 1997      | 8    | 2   |
| Việt Nam           | 1998      | 5    | 2   |
| Việt Nam           | 1999      | 6    | 4   |
| Việt Nam           | 2000      | 6    | 3   |
| Việt Nam           | 2001      | 0    | 0   |
| Việt Nam           | 2002      | 8    | 7   |
| Việt Nam           | 2003      | 0    | 0   |
| Việt Nam           | 2004      | 9    | 0   |
| Tổng cộng          | Tổng cộng | 52   | 27  |

### Bàn thắng quốc tế
| #  | Lần ra sân | Ngày                 | Địa điểm                                                   | Đối thủ           | Tỷ số      | Kết quả | Giải đấu                             |
| -- | ---------- | -------------------- | ---------------------------------------------------------- | ----------------- | ---------- | ------- | ------------------------------------ |
| 1  | 2          | 4 tháng 1 năm 1995   | Việt Nam                                                   | Estonia           | 1–0        | 1–0     | Cúp Độc lập 1995                     |
| 2  | 4          | 14 tháng 12 năm 1995 | Thái Lan                                                   | Myanmar           | 1–0        | 2–1     | Đại hội Thể thao Đông Nam Á 1995     |
| 3  | 5          | 4 tháng 8 năm 1996   | Thành phố Hồ Chí Minh, Việt Nam                            | Đài Bắc Trung Hoa | 1–0        | 4–1     | Vòng loại Asian Cup 1996             |
| 4  | 5          | 4 tháng 8 năm 1996   | Thành phố Hồ Chí Minh, Việt Nam                            | Đài Bắc Trung Hoa | 2–1        | 4–1     | Vòng loại Asian Cup 1996             |
| 5  | 5          | 4 tháng 8 năm 1996   | Thành phố Hồ Chí Minh, Việt Nam                            | Đài Bắc Trung Hoa | 3–1        | 4–1     | Vòng loại Asian Cup 1996             |
| 6  | 6          | 7 tháng 8 năm 1996   | Thành phố Hồ Chí Minh, Việt Nam                            | Guam              | 8–0        | 9–0     | Vòng loại Asian Cup 1996             |
| 7  | 7          | 2 tháng 9 năm 1996   | Sân vận động Jurong, Jurong, Singapore                     | Campuchia         | 2–0        | 3–1     | Giải vô địch bóng đá Đông Nam Á 1996 |
| 8  | 8          | 5 tháng 9 năm 1996   | Sân vận động Jurong, Jurong, Singapore                     | Lào               | 1–1        | 1–1     | Giải vô địch bóng đá Đông Nam Á 1996 |
| 9  | 9          | 7 tháng 9 năm 1996   | Sân vận động Jurong, Jurong, Singapore                     | Myanmar           | 2–0        | 4–1     | Giải vô địch bóng đá Đông Nam Á 1996 |
| 10 | 10         | 25 tháng 5 năm 1997  | Sân vận động Thống Nhất, Thành phố Hồ Chí Minh, Việt Nam   | Trung Quốc        | 1–2        | 1–3     | Vòng loại World Cup 1998             |
| 11 | 15         | 14 tháng 10 năm 1997 | Sân vận động Senayan, Jakarta, Indonesia                   | Philippines       | 2–0        | 3–0     | Đại hội Thể thao Đông Nam Á 1997     |
| 12 | 18         | 26 tháng 8 năm 1998  | Sân vận động Hàng Đẫy, Hà Nội, Việt Nam                    | Lào               | 3–1        | 4–1     | Giải vô địch bóng đá Đông Nam Á 1998 |
| 13 | 18         | 26 tháng 8 năm 1998  | Sân vận động Hàng Đẫy, Hà Nội, Việt Nam                    | Lào               | 4–1        | 4–1     | Giải vô địch bóng đá Đông Nam Á 1998 |
| 14 | 24         | 30 tháng 7 năm 1999  | Khu liên hợp thể thao Berakas, Bandar Seri Begawan, Brunei | Lào               | 1–0        | 9–0     | Đại hội Thể thao Đông Nam Á 1999     |
| 15 | 24         | 30 tháng 7 năm 1999  | Khu liên hợp thể thao Berakas, Bandar Seri Begawan, Brunei | Lào               | 2–0        | 9–0     | Đại hội Thể thao Đông Nam Á 1999     |
| 16 | 24         | 30 tháng 7 năm 1999  | Khu liên hợp thể thao Berakas, Bandar Seri Begawan, Brunei | Lào               | 3–0        | 9–0     | Đại hội Thể thao Đông Nam Á 1999     |
| 17 | 24         | 30 tháng 7 năm 1999  | Khu liên hợp thể thao Berakas, Bandar Seri Begawan, Brunei | Lào               | 4–0        | 9–0     | Đại hội Thể thao Đông Nam Á 1999     |
| 18 | 31         | 7 tháng 11 năm 2000  | Sân vận động Tinsulanon, Songkhla, Thái Lan                | Campuchia         | 1–0        | 6–0     | Giải vô địch bóng đá Đông Nam Á 2000 |
| 19 | 31         | 7 tháng 11 năm 2000  | Sân vận động Tinsulanon, Songkhla, Thái Lan                | Campuchia         | 5–0        | 6–0     | Giải vô địch bóng đá Đông Nam Á 2000 |
| 20 | 32         | 11 tháng 11 năm 2000 | Sân vận động Tinsulanon, Songkhla, Thái Lan                | Singapore         | 1–0        | 1–0     | Giải vô địch bóng đá Đông Nam Á 2000 |
| 21 | 36         | 1 tháng 12 năm 2002  | Sri Lanka                                                  | Sri Lanka         | 1–2        | 2–2     | Giao hữu                             |
| 22 | 37         | 15 tháng 12 năm 2002 | Sân vận động Gelora Bung Karno, Jakarta, Indonesia         | Campuchia         | 5–2        | 9–2     | Giải vô địch bóng đá Đông Nam Á 2002 |
| 23 | 37         | 15 tháng 12 năm 2002 | Sân vận động Gelora Bung Karno, Jakarta, Indonesia         | Campuchia         | 7–2        | 9–2     | Giải vô địch bóng đá Đông Nam Á 2002 |
| 24 | 38         | 19 tháng 12 năm 2002 | Sân vận động Gelora Bung Karno, Jakarta, Indonesia         | Philippines       | 2–0 (pen.) | 4–1     | Giải vô địch bóng đá Đông Nam Á 2002 |
| 25 | 38         | 19 tháng 12 năm 2002 | Sân vận động Gelora Bung Karno, Jakarta, Indonesia         | Philippines       | 4–1        | 4–1     | Giải vô địch bóng đá Đông Nam Á 2002 |
| 26 | 39         | 21 tháng 12 năm 2002 | Sân vận động Gelora Bung Karno, Jakarta, Indonesia         | Indonesia         | 2–1        | 2–2     | Giải vô địch bóng đá Đông Nam Á 2002 |
| 27 | 40         | 23 tháng 12 năm 2002 | Sân vận động Lebak Bulus, Jakarta, Indonesia               | Myanmar           | 4–1 (pen.) | 4–2     | Giải vô địch bóng đá Đông Nam Á 2002 |

## Thành tích quốc gia
- Cầu thủ giữ kỷ lục dự đủ 5 kỳ Tiger Cup liên tiếp (1996, 1998, 2000, 2002, 2004)[2]
- Cầu thủ có số lần nhận giải thưởng Quả bóng vàng Việt Nam nhiều thứ hai (ba lần: 1995, 1997, 2002), ngang với Lê Công Vinh [5], và chỉ xếp sau Phạm Thành Lương (bốn lần). Cùng với ba lần giành danh hiệu Quả bóng bạc và hai lần giành danh hiệu Vua phá lưới giải vô địch quốc gia, Lê Huỳnh Đức là cầu thủ giữ kỷ lục về số danh hiệu cá nhân ở Việt Nam.

Lê Huỳnh Đức hai lần được Nhà nước tặng thưởng Huân chương Lao động.
Quỹ Nhi đồng Liên Hợp Quốc chọn Huỳnh Đức làm Đại sứ thiện chí tại Việt Nam vì tầm ảnh hưởng của anh đối với thanh thiếu nhi và xã hội.